# Toxic (álbum)
Toxic —en español: «Tóxico»— es el quinto álbum de estudio de la banda japonesa The Gazette lanzado el 5 de octubre de 2011. Alcanzó el sexto puesto en las listas semanales de Oricon Style con 24 412 copias vendidas en su primera semana.

## Lista de canciones
| Edición Regular (CD) |                         |        |          |  |
| N.º                  | Título                  | Letras | Duración |  |
| 1.                   | «Infuse Into»           | Ruki   | 1:23     |  |
| 2.                   | «Venomous Spider's Web» | Ruki   | 3:50     |  |
| 3.                   | «Sludgy Cult»           | Ruki   | 3:14     |  |
| 4.                   | «Red»                   | Ruki   | 3:24     |  |
| 5.                   | «Suicide Circus»        | Ruki   | 4:07     |  |
| 6.                   | «Shiver»                | Ruki   | 4:11     |  |
| 7.                   | «My Devil On The Bed»   | Ruki   | 3:23     |  |
| 8.                   | «Untitled»              | Ruki   | 4:21     |  |
| 9.                   | «Pledge»                | Ruki   | 6:05     |  |
| 10.                  | «Ruthless Deed»         | Ruki   | 3:37     |  |
| 11.                  | «Psychopath»            | Ruki   | 3:04     |  |
| 12.                  | «Vortex»                | Ruki   | 4:05     |  |
| 13.                  | «Tomorrow Never Dies»   | Ruki   | 4:08     |  |
| 14.                  | «Omega»                 | Ruki   | 1:37     |  |
| 50:28                |                         |        |          |  |